# Природно-напружений стан гірських порід
Природно-напружений стан гірських порід (рос. естественно-напряженное состояние горных пород, англ. rock natural state of stress; нім. natürlicher Spannungszustand m der Gesteine, Spannungszustand m im unverritzten Gebirge) — сукупність напружених станів, що формуються в масивах гірських порід в надрах внаслідок впливу природних чинників. Основною і постійно діючою причиною формування П.-н.с.г.п. є гравітація; крім того — вертикальні і горизонтальні рухи земної кори, процеси денудаційного зрізу і перевідкладення гірських порід. П.-н.с.г.п. викликає землетруси, стріляння і гірничі удари. Енергію П.-н.с.г.п. можна використати для поліпшення дроблення порід при видобутку твердих корисних копалин, полегшення буріння при проходці свердловин.
Вивчення закономірностей П.-н.с.г.п. — одне з фундаментальних завдань наук про Землю. Роботи по вивченню природного напруженого стану гірських порід в Україні ведуться у Національній гірничій академії, інститутах НАН України тощо.